# Tydjesjön
Tydjesjön är en sjö i Åmåls kommun i Dalsland och ingår i Göta älvs huvudavrinningsområde. Sjön har en area på 0,804 kvadratkilometer och ligger 46 meter över havet.

## Delavrinningsområde
Tydjesjön ingår i det delavrinningsområde (653896-131716) som SMHI kallar för Mynnar i Vänern. Medelhöjden är 75 meter över havet och ytan är 19,52 kvadratkilometer. Räknas de 8 avrinningsområdena uppströms in blir den ackumulerade arean 124,95 kvadratkilometer. Forsnäsån (Vitlandaån) som avvattnar avrinningsområdet har biflödesordning 2, vilket innebär att vattnet flödar genom totalt 2 vattendrag innan det når havet efter 177 kilometer. Avrinningsområdet består mestadels av skog (63 procent), öppen mark (12 procent) och jordbruk (20 procent). Avrinningsområdet har 0,81 kvadratkilometer vattenytor vilket ger det en sjöprocent på 4,1 procent.